# Ligue 1 2004-2005
L'edizione 2004-05 della Ligue 1 è stato il sessantasettesimo campionato di calcio francese.

## Avvenimenti[1]
Nelle prime giornate del campionato (iniziato il 6 agosto 2004) la classifica fu guidata da un folto gruppo di squadre da cui uscì alla sesta giornata il Monaco. I monegaschi furono inseguiti dal Lilla e dall'Olympique Lione, che alla nona giornata presero il comando della classifica, proseguendo poi a braccetto fino all'undicesimo turno, quando si staccò l'OL. I campioni in carica presero il largo concludendo imbattuti il girone di andata, a +5 dal Lilla.
Nel girone di ritorno il Lione mantenne il distacco sulle inseguitrici, allungando tra la ventiseiesima e la trentunesima, quando accumulò un vantaggio di tredici punti su un Lilla in calo. Tale vantaggio rese praticamente ininfluente la terza sconfitta subita dal Lione, che si laureò Campione di Francia per la quarta volta consecutiva con due giornate di anticipo.
In zona retrocessione si arrese in anticipo l'esordiente Istres, accompagnato all'ultima giornata dal Bastia e dal Caen, quest'ultimo sorpassato dal Nantes all'ultima giornata.

### Capoliste solitarie[1]
- 6ª-8ª giornata:  Monaco
- 11ª-38ª giornata:  Olympique Lione

## Squadre partecipanti
- Ajaccio
- Auxerre
- Bastia
- Bordeaux
- Caen[2]
- Istres[2]
- Lens
- Lilla
- Metz
- Monaco

- Nantes
- Nizza
- Olympique Lione[3]
- Olympique Marsiglia
- Paris Saint-Germain
- Rennes
- Saint-Étienne[2]
- Sochaux
- Strasburgo
- Tolosa

## Classifica finale
|  | Pos. | Squadra             | Pt | G  | V  | N  | P  | GF | GS | DR  |
|  | ---- | ------------------- | -- | -- | -- | -- | -- | -- | -- | --- |
|  | 1.   | Olympique Lione     | 79 | 38 | 22 | 13 | 3  | 56 | 22 | +34 |
|  | 2.   | Lilla               | 67 | 38 | 18 | 13 | 7  | 52 | 29 | +23 |
|  | 3.   | Monaco              | 63 | 38 | 15 | 18 | 5  | 52 | 35 | +17 |
|  | 4.   | Rennes              | 55 | 38 | 15 | 10 | 13 | 49 | 42 | +7  |
|  | 5.   | Olympique Marsiglia | 55 | 38 | 15 | 10 | 13 | 47 | 42 | +5  |
|  | 6.   | Saint-Étienne       | 53 | 38 | 12 | 17 | 9  | 47 | 34 | +13 |
|  | 7.   | Lens                | 52 | 38 | 13 | 13 | 12 | 45 | 39 | +6  |
|  | 8.   | Auxerre             | 52 | 38 | 14 | 10 | 14 | 48 | 47 | +1  |
|  | 9.   | Paris Saint-Germain | 51 | 38 | 12 | 15 | 11 | 40 | 41 | -1  |
|  | 10.  | Sochaux             | 50 | 38 | 13 | 11 | 14 | 42 | 41 | +1  |
|  | 11.  | Strasburgo          | 48 | 38 | 12 | 12 | 14 | 42 | 43 | -1  |
|  | 12.  | Nizza               | 46 | 38 | 10 | 16 | 12 | 38 | 45 | -7  |
|  | 13.  | Tolosa              | 46 | 38 | 12 | 10 | 16 | 36 | 43 | -7  |
|  | 14.  | Ajaccio             | 45 | 38 | 10 | 15 | 13 | 36 | 40 | -4  |
|  | 15.  | Bordeaux            | 44 | 38 | 8  | 20 | 10 | 37 | 41 | -4  |
|  | 16.  | Metz                | 44 | 38 | 10 | 14 | 14 | 33 | 45 | -12 |
|  | 17.  | Nantes              | 43 | 38 | 10 | 13 | 15 | 33 | 38 | -5  |
|  | 18.  | Caen                | 42 | 38 | 10 | 12 | 16 | 36 | 60 | -24 |
|  | 19.  | Bastia              | 41 | 38 | 11 | 8  | 19 | 32 | 48 | -16 |
|  | 20.  | Istres              | 32 | 38 | 6  | 14 | 18 | 25 | 51 | -26 |

### Record
- Maggior numero di vittorie:  Olympique Lione (22)
- Minor numero di sconfitte:  Olympique Lione (3)
- Migliore attacco:  Olympique Lione (56 reti fatte)
- Miglior difesa:  Olympique Lione (22 reti subite)
- Miglior differenza reti:  Olympique Lione (+34)
- Maggior numero di pareggi:  Bordeaux (20)
- Minor numero di pareggi:  Bastia (8)
- Maggior numero di sconfitte:  Bastia (19)
- Minor numero di vittorie:  Istres (6)
- Peggior attacco:  Istres (25 reti segnate)
- Peggior difesa:  Caen (60 reti subite)
- Peggior differenza reti:  Istres (-26)

### Verdetti
- Olympique Lione campione di Francia 2004-2005.
- Olympique Lione e  Lilla qualificate per la fase a gironi della Champions League 2005-06.  Monaco qualificato per il turno preliminare della stessa competizione.
- Rennes,  Auxerre (vincitore della Coppa di Francia) e  Strasburgo (vincitore della Coppa di Lega) qualificate in Coppa UEFA 2005-06.
- Olympique Marsiglia,  Saint-Étienne e  Lens ammesse all'Intertoto 2005.
- Caen,  Bastia e  Istres retrocesse in Ligue 2 2005-06.

## Classifica marcatori
|  | Gol | Marcatore            | Squadra             |
|  | --- | -------------------- | ------------------- |
|  | 20  | Alexander Frei       | Rennes              |
|  | 15  | Mickaël Pagis        | Strasburgo          |
|  | 14  | Pauleta              | Paris Saint-Germain |
|  | 13  | Pascal Feindouno     | Saint-Étienne       |
|  | -   | Araujo Ilan          | Sochaux             |
|  | -   | Juninho Pernambucano | Olympique Lione     |
|  | -   | Sébastien Mazure     | Caen                |
|  | -   | Matt Moussilou       | Lilla               |
|  | 12  | Mamadou Niang        | Strasburgo          |
|  | -   | John Utaka           | Lens                |
|  | 10  | Marouane Chamakh     | Bordeaux            |